# Stracony czas
Stracony czas – polski film krótkometrażowy z 2008 roku. Zdjęcia kręcono na przełomie listopada i grudnia 2007 roku w warszawskim Aninie.

## Obsada
- Małgorzata Lewińska - Anna
- Sławomir Grzymkowski - Jerzy
- Tomasz Kammel - Julian
- Anna Kózka - Ewa